# Vincenzo (console)
Flavio Vincenzio o Vincenzo (in latino Flavius Vincentius; fl. 395-401) è stato un politico romano dell'Impero romano d'Occidente.

## Biografia
Ufficiale imperiale sin dal 395 (forse vicarius), tra il 397 e il 400 esercitò la carica di Prefetto del pretorio per le Gallie. Fu console per il 401, assieme al prescelto della corte d'Oriente, Fravitta.
Vincenzio era un cristiano e amico di Martino di Tours; scambiò lettere con Quinto Aurelio Simmaco, il quale gli chiese di acquistare dei cavalli in Spagna.